# Maszyna drogowa
Maszyna drogowa to maszyna przeznaczona do budowy, konserwacji i naprawy dróg kołowych, w tym ulic, placów, lotnisk.
W zależności od przeznaczenia wyróżnia się maszyny drogowe do:
- robót ziemnych
  - spycharka
  - równiarka
- budowy nawierzchni bitumicznych
  - otaczarka
  - frezarka asfaltu
  - walec drogowy
  - rozściełacz do asfaltu
  - przecinarka
  - recykler
  - skrapiarka
- budowy nawierzchni betonowych
  - układarka betonu
- do robót wykończeniowych
- do prac przy utrzymaniu dróg
  - remonter
  - malowarka
  - zamiatarka
  - odśnieżarka
    - pługopiaskarka
    - pług odśnieżny